# Coca (okręg Satu Mare)
Coca – wieś w Rumunii, w okręgu Satu Mare, w gminie Călinești-Oaș. W 2011 roku liczyła 1041 mieszkańców. 